# 아랑다
아랑다(프랑스어: Arandas)는 프랑스 동부 앵주에 위치한 코뮌 중 하나이다. 1806년 한때 인구 수가 1,218명으로 많았으나, 점점 줄어들어 2008년 현재는 164명에 달한다.

## 인구
| 연도 | 인구 | ±%    |
| ---- | ---- | ----- |
| 2006 | 155  | —     |
| 2007 | 158  | +1.9% |
| 2008 | 164  | +3.8% |
| 2009 | 165  | +0.6% |
| 2010 | 163  | −1.2% |
| 2011 | 162  | −0.6% |
| 2012 | 160  | −1.2% |
| 2013 | 158  | −1.2% |
| 2014 | 157  | −0.6% |
| 2015 | 153  | −2.5% |
| 2016 | 148  | −3.3% |

## 같이 보기
- 앵 주의 코뮌 목록